# غلام علي رشيد
غلام علي رشيد (بالفارسية: غلامعلی رشید) (1953 - 13 يونيو 2025) ضابط عسكري إيراني شغل منصب قائد مقرِّ خاتم الأنبياء المركزي. قُتل في ضرَبات إسرائيل على إيران في 13 يونيو 2025.

## بداياته
وُلد غلام علي رشيد علي نور في عام 1953 في مدينة دزفول. حصل على بكالوريوس في الجغرافيا البشرية من جامعة طهران ثم ماجستير في الجغرافيا السياسية من الجامعة نفسها، ثم دكتوراه في التخصص الأخير ذاته من جامعة تربية مدرس.

## المسيرة العسكرية
شغل منصب نائب رئيس القوات المسلحة للجمهورية الإسلامية الإيرانية، وكان من القادة المشاركين في اتخاذ القرار في الحرب الإيرانية العراقية. وكان إلى جانب محمد علي جعفري، وعلي فدوي، وقاسم سليماني، ومحمد باقري ضمن شبكة القيادة العسكرية في إيران.
عُيّن قائدًا لمقرِّ خاتم الأنبياء المركزي بمرسوم صادر عن المرشد الأعلى للجمهورية الإسلامية الإيرانية علي خامنئي، عام 2016، وظلَّ في منصبه حتى اغتياله. كما شغل منصب نائب رئيس مجلس الأمن القومي لشؤون الدفاع.

## العقوبات
في نوفمبر 2019، أُدرج رشيد على قائمة المواطنين المصنفين بشكل خاص التابعة للولايات المتحدة، بموجب الأمر التنفيذي 13876، والذي يستهدف الأفراد المعيّنين من قِبل أو المرتبطين بالمرشد الأعلى لإيران.
وفي أبريل 2024، فرضت كندا عقوبات بالتنسيق مع شركائها في مجموعة السبع، بما في ذلك الولايات المتحدة والمملكة المتحدة، ردًا على الأنشطة الإقليمية الإيرانية ودعمًا للدعوات إلى خفض التصعيد. واستهدفت العقوبات رشيد لدوره القيادي في مقر خاتم الأنبياء ولمشاركته في العمليات العسكرية لإيران. كما أشير إلى أنه كان له دور في تنسيق أول هجوم صاروخي ومسيّرات مباشر من إيران على إسرائيل، بالتعاون مع الحوثيين في اليمن، وحزب الله في لبنان، وميليشيات عراقية.

## الجدل
اعترف رشيد علنًا بالعلاقات الإستراتيجية العميقة لإيران مع العديد من الجماعات المسلحة غير الحكومية في المنطقة. وفي تصريحات وثّقها معهد بحوث إعلام الشرق الأوسط، وصف حزب الله في لبنان، وحماس وحركة الجهاد الإسلامي في غزة، والحشد الشعبي في العراق، والحوثيين في اليمن، بأنهم ليسوا مجرد حلفاء، بل امتدادات مباشرة للقوات العسكرية الإيرانية. وأضاف أن الولايات المتحدة وإسرائيل منزعجتان من هذا التحالف، لأنه أنشأ فعليًا "ستة جيوش خارج حدودنا تعمل لصالح إيران".

## في الأخبار
صرّح رشيد بأن إيران قد تهاجم المعدات العسكرية والمواقع النووية في إسرائيل في حال نشوب حرب.
وفي مؤتمر عُقد في طهران، أعلن أن قادة عسكريين إيرانيين متواجدون في العراق وسوريا وفلسطين ولبنان لتقديم المشورة العسكرية.
كما قال إن «القضية النووية وحقوق الإنسان في إيران ليست سوى ذرائع» وادّعى أن من يثيرون هذه القضايا ضد إيران يعادون الإسلام نفسه. وأضاف أن أي عمل عسكري ضد إيران من قِبل الولايات المتحدة سيكون «خطأً استراتيجيًا.»

## اغتياله
قُتل غلام علي رشيد في 13 يونيو 2025 في ضربة جوية إسرائيلية استهدفت مركز قيادة عسكري تحت الأرض في طِهران.